# Joe Tödtling
Josef "Joe" Tödtling es un actor y acróbata austríaco.

## Biografía
Joe está casado con Christine Tödtling.

## Carrera
En 2015 Joe rompió dos récords: por realizar el tramo más largo atrás de un caballo galpante con fuego (500m) y por realizar el tramo más largo tras detrás de una moto de cuatro ruedas con fuego (582m).

### Acrobacias

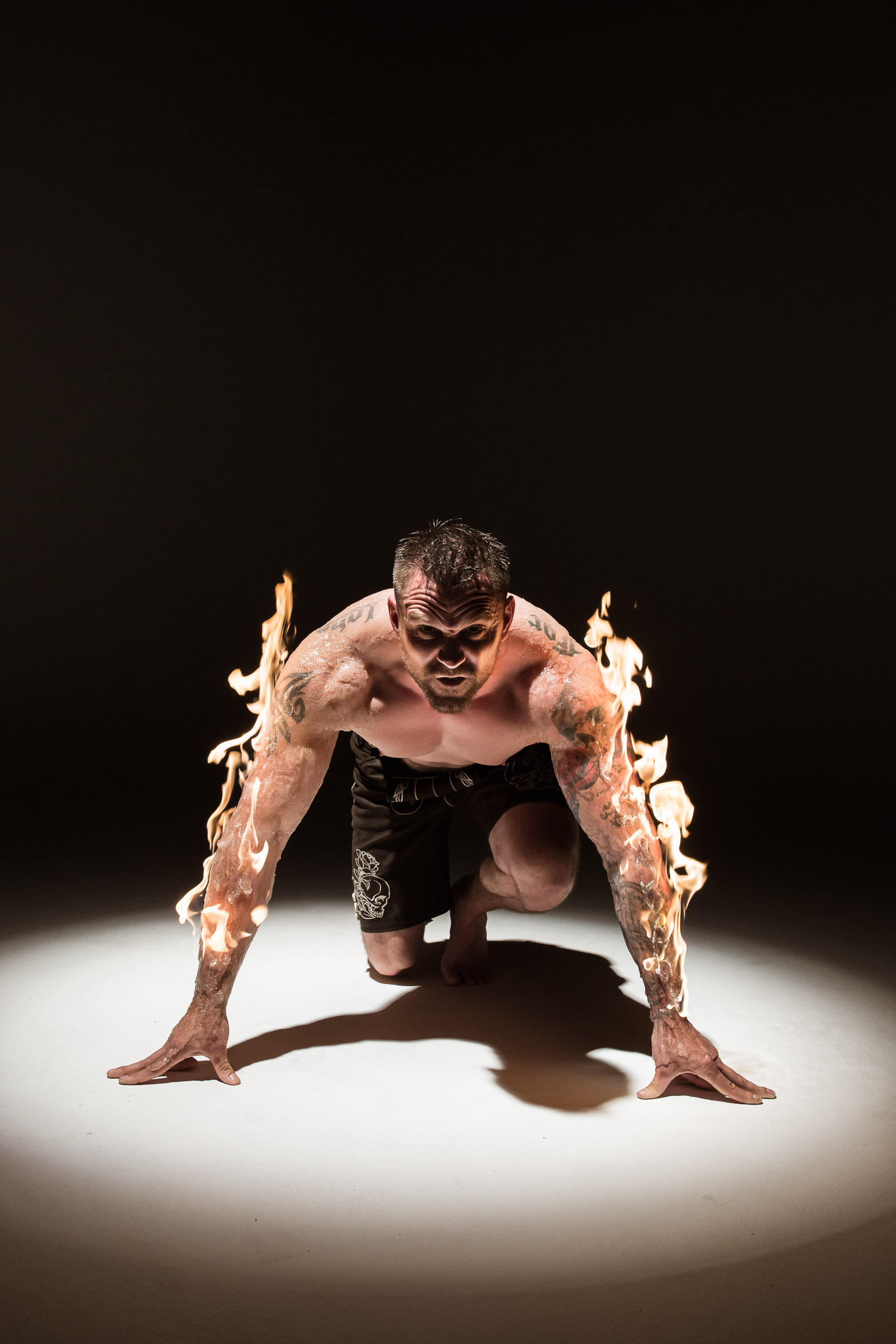
Joe durante una acrobacia con fuego.

## Filmografía

### Series de televisión
| Año  | Serie                       | Personaje           | Notas                          |
| ---- | --------------------------- | ------------------- | ------------------------------ |
| 2016 | Hamburgo 112                | Dragan              | episodio "Explosive Lage"      |
| 2015 | Mord in bester Gesellschaft | Hombre de Seguridad | episodio "Bitteres Erbe"       |
| 2015 | Sense8                      | Asesino de Steiner  | episodio "I Can't Leave Her"   |
| 2013 | Covert Affairs              | Klaus               | episodio "Here Comes Your Man" |

### Películas
| Año  | Título              | Personaje          | Notas |
| ---- | ------------------- | ------------------ | --- |
| 2017 | Nachtschatten       | Narcotraficante    | junto a Ulrich Matthes, Heiner Lauterbach, Francis Fulton-Smith, Michael Roll y Nicholas Reinke                           |
| 2016 | Out of Control      | Wild Hair          | junto a Steve Windolf, Michael Trevino, Seung-hyun Choi, Cecilia Cheung, Blerim Destani, Eskindir Tesfay y Martin Umbach  |
| 2016 | Tschiller: Off Duty | Lew                | junto a Til Schweiger, Ralf Moeller, Berrak Tüzünataç, Robert Maaser, Fahri Yardim, Ulas Kilic, Erol Afsin y Fatih Ugurlu |
| 2015 | Point Break         | Oficial de Policía | junto a Edgar Ramírez, Luke Bracey, Ray Winstone, Teresa Palmer, Matias Varela, Tobias Santelmann y Max Thieriot          |
| 2015 | Hitman: Agent 47    | Marino             | junto a Rupert Friend, Zachary Quinto, Hannah Ware, Thomas Kretschmann, Ciarán Hinds y Angelababy Yeung                   |

### Escritor y productor
| Año  | Título                 | Notas                        |
| ---- | ---------------------- | ---------------------------- |
| 2012 | P+S Cam X35 Imagemovie | escritor y productor         |
| 2009 | Snipers Diary          | corto - escritor y productor |

### Efectos especiales
| Año  | Título           | Notas                                                      |
| ---- | ---------------- | ---------------------------------------------------------- |
| -    | After Hell       | 2 episodios - miniserie - supervisor de efectos especiales |
| 2012 | The Indian       | efectos especiales                                         |
| 2012 | Suller (Trailer) | corto - supervisor de efectos especiales                   |
| 2011 | Over the Moon    | coordinador de efectos especiales                          |
| 2009 | Snipers Diary    | coordinador de efectos especiales                          |

### Casting y Gerente de locación
| Año  | Título        | Notas                                                                 |
| ---- | ------------- | --------------------------------------------------------------------- |
| 2011 | Over the Moon | casting y gerente de locación                                         |
| 2009 | Snipers Diary | corto - casting, explorador de locaciones y coordinador de transporte |

### Apariciones
| Año  | Programa                | Personaje       | Notas                        |
| ---- | ----------------------- | --------------- | ---------------------------- |
| 2015 | Austria's Next Topmodel | Agente Especial | episodio del 10 de noviembre |

### Acrobacias[7]
| Año  | Título                                | Notas                                                                   |
| ---- | ------------------------------------- | ----------------------------------------------------------------------- |
| -    | After Hell                            | 2 episodios - miniserie - coordinador de acrobacias                     |
| 2017 | A Cure for Wellness                   | seguridad de acrobacias con fuego                                       |
| 2017 | Die Hölle                             | acróbata y conductor de acrobacias                                      |
| 2017 | Gestalten                             | corto - coordinador de acrobacias                                       |
| 2017 | Nachtschatten                         | acróbata                                                                |
| 2016 | Out of Control                        | acróbata                                                                |
| 2016 | Jungwild                              | corto - coordinador de acrobacias                                       |
| 2016 | Polizeiruf 110                        | episodio "Meuffels Schuld" - coordinador de acrobacias                  |
| 2016 | Bozen-Krimi: Am Abgrund               | doble de Murathan Muslu                                                 |
| 2016 | Supernowak - Der Held der Konsumenten | episodio #4.1 - coordinador de acrobacias                               |
| 2016 | Tatort                                | episodio "Der König der Gosse" - doble de Michael Sideris               |
| 2016 | Männertag                             | doble de Chris Tall                                                     |
| 2016 | Zielfahnder: Flucht in die Karpaten   | doble de Roland Zehrfeld                                                |
| 2016 | Hamburgo 112                          | episodio "Explosive Lage" - acróbata                                    |
| 2016 | Hannas schlafende Hunde               | coordinador de acrobacias                                               |
| 2016 | Tschiller: Off Duty                   | acróbata y conductor de acrobacias                                      |
| 2015 | Mord in bester Gesellschaft           | episodio "Bitteres Erbe" - acróbata                                     |
| 2015 | Point Break                           | acróbata                                                                |
| 2015 | Daily Planet                          | 2 episodios - acróbata y coordinador de acrobacias                      |
| 2015 | Café Puls                             | coordinador de acrobacias y conductor de acrobacias                     |
| 2015 | Austria's Next Topmodel               | 2 episodios - acróbata y conductor                                      |
| 2015 | Hitman: Agent 47                      | acróbata                                                                |
| 2015 | ORF Thema                             | coordinador de acrobacias                                               |
| 2015 | Sense8                                | episodio "What Is Human?" - acróbata                                    |
| 2015 | Die Geschichte einer Legende          | corto - coordinador de acrobacias                                       |
| 2014 | Schleierhaft                          | corto - coordinador de acrobacias                                       |
| 2014 | Servus Ishq                           | acróbata y coordinador de acrobacias                                    |
| 2014 | Man on Fire                           | acróbata y coordinador de acrobacias                                    |
| 2014 | Tempus Fug'it                         | acróbata                                                                |
| 2014 | The Monuments Men                     | acróbata                                                                |
| 2014 | Explosiv - Das Magazin                | acróbata                                                                |
| 2013 | Vedunia: The Hunted                   | episodio "Pilot" - miniserie - acróbata y coordinador de acrobacias     |
| 2013 | Covert Affairs                        | 2 episodios - coordinador de acrobacias y conductor de precisión        |
| 2013 | Onatah                                | corto - coordinador de acrobacias                                       |
| 2013 | Mit besten Grüßen                     | corto - coordinador de acrobacias y conductor de acrobacias             |
| 2012 | The Indian                            | corto - coordinador de acrobacias                                       |
| 2012 | Erdbeerland                           | corto - coordinador de acrobacias                                       |
| 2012 | Abenteuer Leben                       | episodio "Über Stock und Stein - Darfs auch billig sein?" - acróbata    |
| 2012 | Die Schönheit des Lebens              | corto - coordinador de acrobacias                                       |
| 2012 | Aus dem Leben - Die Reportage         | episodio "Stuntmen - Helden im Verborgenen" - coordinador de acrobacias |
| 2012 | Grimm's Snow White                    | acróbata y coordinador de acrobacias                                    |
| 2012 | P+S Cam X35 Imagemovie                | acróbata, coordinador de acrobacias y conductor de acrobacias           |
| 2012 | Suller (Trailer)                      | corto - acróbata y coordinador de acrobacias                            |
| 2011 | ID:A                                  | acróbata y coordinador de acrobacias                                    |
| 2011 | Chiligym Commercial                   | acróbata y coordinador de acrobacias                                    |
| 2011 | Over the Moon                         | acróbata y coordinador de acrobacias                                    |
| 2010 | Die Barbara Karlich Show              | episodio "Ein ungewöhnliches Paar" - acróbata                           |
| 2009 | Snipers Diary                         | corto - acróbata y coordinador de acrobacias                            |
| 2008 | Auf brennendem Sand                   | corto - acróbata y coordinador de acrobacias                            |